# Power Rangers Dino Fury
Power Rangers Dino Fury è la ventunesima serie del franchise statunitense Power Rangers, la seconda a essere prodotta da Hasbro Studios e Lionsgate Television. Utilizza scene e costumi del telefilm Kishiryū sentai Ryusoulger, 43ª serie di Super sentai.

## Trama
Nella preistoria, il pianeta Rafkon venne distrutto dagli Sporix, delle malvagie creature assetate di vendetta che subito dopo si recarono sulla Terra. I cavalieri di Rafkon che inseguono i mostri, divennero, fondendosi con i dinosauri, i Dino Fury Ranger con l'incarico di proteggere il pianeta Terra dalla minaccia dei Mostri Sporix fallendo però nell'intento. Nel presente un guerriero, Void Knight, è in cerca degli Sporix per impossessarsene; per evitare ciò, Zayto, il Red Dino Fury Ranger rimasto congelato per molto tempo e apparentemente l'unico sopravvissuto alla distruzione, recluta, insieme alla sua amica Solon, dei nuovi Dino Fury Ranger per farsi aiutare nella sua lotta contro il male.

## Episodi
La serie va in onda negli Stati Uniti su Nickelodeon dal 20 febbraio 2021, mentre in Italia va in onda su Cartoon Network dal 30 agosto 2021 e in seguito in replica in chiaro su Boing.
| Stagione         | Episodi | Prima TV Stati Uniti | Prima TV Italia |
| ---------------- | ------- | -------------------- | --------------- |
| Prima stagione   | 22      | 2021                 | 2021            |
| Seconda stagione | 22      | 2022                 | 2022            |

## Personaggi e interpreti

### Personaggi principali
- Zayto (interpretato da Russell Curry[4], doppiato da Alessandro Lussiana): è un Rafkoniano del pianeta alieno Rafkon, guidò gli Antichi Dino Fury Rangers 65 milioni di anni fa come Dino Fury Red Ranger. Al giorno d'oggi, nella serie guida i Dino Fury Rangers per prevenire un'altra guerra Sporix.
- Amelia Jones (interpretata da Hunter Deno[4], doppiata da Elisa Contestabile): è la figlia di Tarrick e Santaura, la nipote adottiva di Ed Jones, la fidanzata di Ollie e il giornalista di BuzzBlast che diventa il secondo Dino Fury Pink Ranger.
- Ollie Akana (interpretato da Kai Moya[4], doppiato da Andrea Oldani): è il figlio di un archeologa molto ricca e famosa, la Dottoressa Lani Akana e il fidanzato di Amelia, che diventa il secondo Dino Fury Blue Ranger.
- Izzy Garcia (interpretata da Tessa Rao[4], doppiata da Elisa Giorgio): sorellastra atletica di Javi, figliastra di Carlos, figlia di Rina, cugina di Lily e fidanzata di Fern, che diventa il secondo Dino Fury Green Ranger.
- Javier "Javi" Garcia (interpretato da Chance Perez[4], doppiato da Paolo Carenzo): è un musicista, fratellastro di Izzy, figlio di Carlos, figliastro di Rina e cugino di Lily che diventa il secondo Dino Fury Black Ranger.
- Aiyon (interpretato da Jordon T. Fite[5], doppiato da Renato Novara) è un Rafkoniano dal pianeta Rafkon, era la parte degli antichi Dino Fury Rangers 65 milioni di anni fa come il Dino Fury Gold Ranger. In seguito si svegliò dal sonno nel presente e si riunì con Zayto e divenne il sesto ranger dei moderni Dino Fury Rangers.

### Personaggi secondari
- Dottoressa Lani Akana (interpretata da Shavaughn Ruakere, doppiata da Cristina Giolitti): è la madre di Ollie.
- Guardiaparco Carlos Garcia (interpretato da Blair Strangh, doppiato da Oliviero Cappellini): è il padre biologico di Javi e adottivo di Izzy.
- Rina Garcia (interpretata da Saraid de Silva, doppiata da Anna Radici): è la madre biologica di Izzy e adottiva di Javi.
- Solon, doppiata in originale da Jospehine Davidson e in italiano da Elena Canone): robot-cyborg-dinosauro che ha il ruolo di mentore per i Rangers.
- Jane (interpretata da Kira Josephon[6], doppiata da Beatrice Caggiula): direttrice di Buzzblast dove lavorano Amelia e Javi, è la spalla comica della serie assieme a J-Borg
- J-Borg (interpretata da Victoria Abbot[7], doppiata da Sonia Mazza): androide d'aspetto femminile comprato Jane per la redazione di Buzzblast. Assieme alla direttrice è la spalla comica della serie.
- Annie (interpretata da Benny Joy Smith[8]): lavoratrice del Buzzblast, amica di Amelia.
- Stan (interpretato da Noah Paul): lavoratore del Buzzlblast, innamorato di Annie.
- Ed "Pop-Pop" Jones (interpretato da Greg Johnson[9], doppiato da Mario Brusa, nonno adottivo di Amelia.
- Fern (interpretata da Jacquline Jones, doppiata da Ilaria Silvestri): è la rivale di Izzy che diventa poi la sua fidanzata.
- Adrian (interpretato da Max Crean): atleta amico di Izzy e Javi.
- Lily (interpretata da Sarah Dalton, è un'atleta con disabilità, cugina di Izzy e Javi.
- Morphin Master, guardiani interdimensionali.

### Antagonisti
- Tarrick (interpretato da Jared Turner[10], doppiato da Oliviero Corbetta (Void Knight/Void King) e Fabrizio Odetto (Tarrick)): è il principale antagonista iniziale dei Power Rangers Dino Fury. È un alieno di Rafkon che si trasformò in Void Knight corazzato e guidò l'esercito degli Sporix, per poi essere usurpato dal suo governo dalla sua precedente moglie in coma Santaura, che lo transforma con la forza in Void King. Tuttavia, Tarrick torna alla normalità e aiuta i rangers ha combattere Void Queen.
- Santura/Void Queen (interpretata da Siobhan Marshall, doppiata da Camilla Gallo): è la moglie di Tarrick, era rinchiusa dietro una stanza nell'Area 62 a lui nota. Dopo la rinascita, divenne ossessionata dall'energia Sporix che veniva usata per riportarla indietro. Ora sotto l'aspetto di Void Queen, Santaura diventa l'antagonista principale della seconda stagione di Power Rangers Dino Fury, usurpando il dominio di suo marito. Dopo aver creato "Nemesis", viene sconfitta dai rangers.
- Mucus (interpretata da Torum Heng, sia voce che forma umana[11], doppiata da Vanessa Lonardelli): è una melma verde fungo, generale Sporix Beast, il secondo membro della famiglia Void per schiusura , il primo generale di Void Knight e uno degli antagonisti secondari dello show.
- Slyther/Mr.Wiz (interpretato da Cambell Cooley): è un generale robotico basato su vescovo/direttore del ring che è stato creato da Mucus per essere il terzo generale di Void Knight e il suo nuovo secondo in comando dopo la prima distruzione di Boomtower, possiede il potere di cambiare la propria forma.
- Boomtower (interpretato da Mark Mitchinson): è un guerriero robotico torre/castello/serbatoio, è il secondo generale di Void Knight, il suo primo secondo in comando fino alla sua rapida scomparsa da parte dei Rangers, e l'antagonista terziario della stagione 1. Egli fa poi un'apparizione per il distrarre in ranger nella Void Trap.
- Wreckmate (interpretato da John Leigh): è un generale robot a tema torre/sottomarino/pirata, quarto generale di Void Knight e uno degli antagonisti secondari. Nella prima stagione appare come antagonista del giorno dalla seconda assume il ruolo di uno degli antagonisti secondari
- Snageye: è un generale robotico basato sul vescovo/cannone è il primo generale creato da Void Queen. Appare solo come nemico del giorno e viene distrutto dai Rangers.
- Nulleye: secondo modello di Snageye creato da Scrozzle per servire Lord Zedd, viene distrutto dai Rangers.
- Lord Zedd (doppiato in originale da Andrew Laing): nemico principale della serie seconda stagione di Mighty Morphin Power Rangers e nemico secondario nella terza, appare come nemico guest star nella serie.

### Guest Star
- Mick Kanic/Red Ninja steel Ranger II (interpretato da Kelson Henderson, doppiato da Roberto Accornero): personaggio alleato in Power Rangers Ninja Steel.
- Generale Shaw (interpretata da Teuila Blakely).